# Olympe Mallemour
Olympe Mallemour (Engels: Olympe Maxime) is een personage uit de Harry Potterboekenreeks van de Britse schrijfster J.K. Rowling.
Ze is het hoofd van de toverschool Beauxbatons. Ze vormt na een tijdje een bizar koppel met Rubeus Hagrid, de al even reusachtige terreinknecht van Zweinstein, alhoewel ze niet wil toegeven dat ze een reus of halfreus is.
In het vijfde boek gaat ze in de schoolvakantie samen met Hagrid naar de reuzen om te proberen onderhandelen en ervoor te zorgen dat ze in de Tweede Tovenaarsoorlog niet aan de zijde van Voldemort gaan staan.
Uit de boeken wordt duidelijk dat Mallemour een trotse vrouw is (onder andere te trots om toe te geven dat ze reuzenbloed heeft) en partijdig tegenover haar studenten in het Toverschool Toernooi.